# Гаспарян, Андраник Саргисович
Андрани́к Сарки́сович Гаспаря́н (род. 11 сентября 1983, Ленинакан, Армянская ССР) — российский военнослужащий, командир 126-й отдельной гвардейской бригады береговой обороны 22-го армейского корпуса береговых войск Черноморского флота. Участник военной операции России в Сирии и вторжения России на Украину. В мае 2022 года получил звание Героя России.

## Ранние годы
Андраник Гаспарян родился 11 сентября 1983 года в городе Ленинакан (ныне — Гюмри) Армянской ССР. Его отец, Саргис Гаспарян, был водителем троллейбуса, а мать, Сандухт Хореновна, работала на чулочной фабрике. Андраник был назван в честь своего дедушки, участника Великой Отечественной войны. В 1988 году после разрушительного Спитакского землетрясения семья вынужденно покинула Армению. В 1993 году Гаспаряны переехали в посёлок Андреевский в Омской области.

## Военная служба
После окончания школы в 2000 году Андраник Гаспарян поступил в Челябинский танковый институт, где обучался до 2005 года. По воспоминаниям сослуживца, среди любимых предметов Гаспаряна были тактика и огневая подготовка. После окончания института Андраник проходил службу в качестве офицера в различных подразделениях Минобороны России — на 102-й российской базе на территории Армении, Чечне, Крыму, Сирии.
В 2015 году Гаспарян был зачислен в Военную академию имени М. Ф. Фрунзе в Москве. В том же году он участвовал в военной операции России в Сирии, за что был награждён Орденом Мужества. Также он участвовал в параде, посвящённом 70-летию Победы в Великой Отечественной войне.
После окончания академии в 2017 году Андраник Гаспарян был назначен командиром 126-й отдельной гвардейской бригады береговой обороны Черноморского флота, базирующейся в Крыму.

### Участие в войне с Украиной
Гаспарян и его бригада принимали участие в российском вторжении на Украину с самого начала. В марте 2022 года его подразделение захватило мост через реку в Херсонской области. За это Гаспаряну было присвоено звание Героя России. В его честь в Андреевской средней школе установлена памятная доска.
В 2024 году он стал участником программы «Время героев», направленной на подготовку квалифицированных управленцев из числа участников конфликта для занятия руководящих позиций в государственной службе. Программа обучения длится два года. В рамках этой программы Гаспарян встретился с Владимиром Путиным.

## Личная жизнь
Андраник Гаспарян женат и имеет четверо детей. У него две дочери: Диана, родившаяся в 2010 году, и Инесса, родившаяся в 2011 году. Также у него двойняшки-сыновья, Рома и Артём, которые родились в 2016 году.

## Награды
- Орден Мужества (дважды)[8].
- Герой Российской Федерации (2022), знак особого отличия «Золотой звезды»[9][2].
- Премия «Согласие-2022» общероссийской общественной организации «Союз армян России», номинация «Гордость нации»[10].